# الکسی اسپیریدونوف
الکسی اسپیریدونوف (روسی: Алексей Серге́евич Спиридонов؛ ۲۰ نوامبر ۱۹۵۱ – ۹ آوریل ۱۹۹۸) ورزشکار دو و میدانی اهل اتحاد جماهیر شوروی سوسیالیستی بود.